# James Brandon Lewis
Pour les articles homonymes, voir Lewis.
 (mars 2024).
La mise en forme du texte ne suit pas les recommandations de Wikipédia : il faut le « wikifier ».
Les points d'amélioration suivants sont les cas les plus fréquents. Le détail des points à revoir est peut-être précisé sur la page de discussion.
- Les titres sont pré-formatés par le logiciel. Ils ne sont ni en capitales, ni en gras.
- Le texte ne doit pas être écrit en capitales (les noms de famille non plus), ni en gras, ni en italique, ni en « petit »…
- Le gras n'est utilisé que pour surligner le titre de l'article dans l'introduction, une seule fois.
- L'italique est rarement utilisé : mots en langue étrangère, titres d'œuvres, noms de bateaux, etc.
- Les citations ne sont pas en italique mais en corps de texte normal. Elles sont entourées par des guillemets français : « et ».
- Les listes à puces sont à éviter, des paragraphes rédigés étant largement préférés. Les tableaux sont à réserver à la présentation de données structurées (résultats, etc.).
- Les appels de note de bas de page (petits chiffres en exposant, introduits par l'outil «  Source ») sont à placer entre la fin de phrase et le point final[comme ça].
- Les liens internes (vers d'autres articles de Wikipédia) sont à choisir avec parcimonie. Créez des liens vers des articles approfondissant le sujet. Les termes génériques sans rapport avec le sujet sont à éviter, ainsi que les répétitions de liens vers un même terme.
- Les liens externes sont à placer uniquement dans une section « Liens externes », à la fin de l'article. Ces liens sont à choisir avec parcimonie suivant les règles définies. Si un lien sert de source à l'article, son insertion dans le texte est à faire par les notes de bas de page.
- La présentation des références doit suivre les conventions bibliographiques. Il est recommandé d'utiliser les modèles {{Ouvrage}}, {{Chapitre}}, {{Article}}, {{Lien web}} et/ou {{Bibliographie}}. Le mode d'édition visuel peut mettre en forme automatiquement les références.
- Insérer une infobox (cadre d'informations à droite) n'est pas obligatoire pour parachever la mise en page.

Pour une aide détaillée, merci de consulter Aide:Wikification.
Si vous pensez que ces points ont été résolus, vous pouvez retirer ce bandeau et améliorer la mise en forme d'un autre article.
James Brandon Lewis (né le 13 août 1983 à Buffalo) est un musicien de jazz américain (saxophone ténor, également flûte, composition).

## Biographie et travaux
Lewis est influencé par la musique gospel depuis l'enfance ; mais déclare aussi, « En pleine ségrégation raciale, John Coltrane, Max Roach, Albert Ayler, Charles Mingus, Ornette Coleman ou Cecil Taylor ont fait preuve d'un courage qui m'inspire » ; 
il suit des cours de musique avec Carol McLaughlin et à la Buffalo Academy for the Visual and Performing Arts. Après son diplôme, il poursuit ses études à l'Université Howard, avec l'ensemble de jazz avec lequel il réalise ses premiers enregistrements de 2003 à 2006. Là, il joue avec des musiciens de jazz comme Geri Allen, Benny Golson, Wallace Roney et Bill Pierce. Il fait une tournée au Japon avec l'ensemble de jazz et se produit au Kennedy Center en accompagnant John Legend, kd lang et Vanessa Lynn Williams.
Après son diplôme de l'Université Howard en 2006, Lewis déménage au Colorado et travaille sur la scène musicale gospel, se produisant, entre autres avec Albertina Walker. Il étudie ensuite à CalArts en Californie, où il suit des cours avec Charlie Haden, Wadada Leo Smith, Vinny Golia et Alphonso Johnson.
Après une maîtrise en beaux-arts en 2010, Lewis sort son premier album auto-produit ( Moments ) ; En 2011, il sort son premier album sur un gros label ( Divine Travels ), avec William Parker, Gerald Cleaver et le récitant Thomas Sayers Ellis.
Sur l'album suivant Days of FreeMan, il présente principalement ses propres compositions. En 2016, il se produit à New York avec l'Extended Breathe Ensemble de William Parker. Il vit à New York depuis 2012.
Il est remarqué en France déjà en 2015.
En 2018, il travaille dans un trio avec Luke Stewart (basse) et Warren Trae Crudup III (batterie), élargi en quintette avec le trompettiste Jaimie Branch et le guitariste Anthony Pirog aboutissant à son album remarqué par la critique An Unruly Manifesto (2019).
Il se construit aussi avec Dave Douglas, Joshua Redman, Hank Roberts, Tony Malaby, Matthew Shipp, Marilyn Crispell, Charles Gayle, Karl Berger, Eri Yamamoto, Alan Braufman ( The Fire Still Burns, 2020) et Ava Mendoza ( Echolocation, 2023). .
Dans l'esthétique du jazz, Lewis participe à 19 sessions d'enregistrement entre 2003 et 2022.

## Prix et récompenses
Lors du sondage Down Beat Critics 2020, Lewis remporte le prix dans la catégorie « Saxophone ténor (étoile montante) ». Lors du Prix allemand du jazz 2023, son quatuor est nommé « Groupe de l'année internationale ».

## Enregistrements
- Voyages divins ( Okeh, 2014)
- Days of FreeMan (Okeh, 2015, avec Jamaaladeen Tacuma, Rudy Royston )
- No Filter (BNS Records, 2016, avec Luke Stewart, Warren G. "Trae" Crudup III)
- James Brandon Lewis et Chad Taylor : Radiant Imprints (Off Records, 2018)
- An UnRuly Manifesto (Relative Pitch, 2019, avec Jaimie Branch, Luke Stewart, Anthony Pirog, Warren Tray Crudup III)
- James Brandon Lewis et Chad Taylor : Live à Willisau[5] (chez Intakt (de) , 2020)
- Molécular[6] (Intakt 2020, avec Aruán Ortiz, Bradley Jones, Chad Taylor)
- Code of Being[7] chez Intakt (de) en 2020
- James Brandon Lewis / Red Lily Quintet : Jesup Wagon (Tao Forms, 2021, avec Kirk Knuffke, William Parker, Chris Hoffman, Chad Taylor)
- Msm : Molecular Systematic Music Live[8] (chez Intakt (de)  2022, avec Aruán Ortiz, Brad Jones, Chad Taylor)
- Eye of I[9] (2023)
- 2023 : James Brandon Lewis & Red Lily Quintet : For Mahalia, with love[10] (Tao Forms, 2023, avec Kirk Knuffke, William Parker, Chris Hoffman, Chad Taylor)
- 2024 : Transfiguration[11] (chez Intakt (de) , 2024)
- 2024 : The Messthetics and James Brandon Lewis (en) chez impulse! en 2024
- 2025 : Apple Cores

## Liens
- Ressources relatives à la musique :   - AllMusic
  - Bandcamp
  - Discogs
  - MusicBrainz
  - Songkick
- Ressource relative à plusieurs domaines :   - Radio France
- Notices d'autorité :   - VIAF
  - ISNI
  - BnF (données)
  - LCCN
  - GND
  - WorldCat
- présence Web